# Paul Féval hijo
Paul Féval hijo (París, 1860 - íd., 1933), nacido el 25 de enero de 1860 y muerto el 17 de marzo de 1933 en París, es un escritor francés, hijo de Paul Féval. 

## Biografía
Nació en París en el 69 boulevard Beaumarchais.  
Continuó en la misma línea folletinesca de su padre, también llamado Paul Féval, sobre todo en las series de capa y espada. Continuó así las aventuras de Enrique Lagardère en El hijo de Lagardère,(Le fils de Lagardère) publicada en 1893, así como los Misterios de Londres los continuó en Los bandidos de Londres (Les bandits de Londres) en 1905. También continuó a Alejandro Dumas con El hijo de d'Artagnan (Le fils de d'Artagnan) en 1914. Además unió en el tiempo y el espacio a Lagardere y a d'Artganan en D'Artagnan contra Lagardère, en lo que se supone una precuela de la novela de El jorobado de su padre. Siguió con d'Artagnan y lo enfrentó a Cyrano de Bergerac en D'Artagnan contra Cyrano. Además también escribió novelas de ciencia ficción como Los misterios del mañana.

## Obras
- 1893 Le Fils de, El hijo de Lagardère
- 1914 Le Fils de d'Artagnan, El hijo de d´Artagnan.
- 1922 Les Mystères de Demain, Los misterios del mañana. Escrita en colaboración con H.J. Magog, es una novela de ciencia ficción con cierta influencia de los Misterios de París de Eugène Sue.
- 1925 D'Artagnan contre Cyrano, D'Argtagnan contra Cyrano. Escrito en conlaboración con M. Lassez, es una saga de cuatro novelas (El misterioso caballero, El mártir de la reina, El secreto de la Bastilla, El heredero de Buckimham), esta novela narran sucesos supuestamente ocurridos entre Los tres mosqueteros y Veinte años después de Dumas.
- 1928 d'Artagnan et Cyrano réconciliés, d'Artagnan y Cyrano reconciliados. Nueva saga escrita esta vez por Feval hijo en solitario, compuesta por varias novelas Secreto de Estado, La fuga del hombre de la máscara de hierro, La boda de Cyrano. Son supuestamente una continuación de la novela de Dumas, Veinte años después.

- Datos: Q3085200
- Multimedia: Paul Féval (fils) / Q3085200